# 热内斯泰勒
热内斯泰勒（法語：Genestelle，法語發音：[ʒənɛstɛl]）是法国阿尔代什省的一个市镇，属于拉让蒂耶尔区。

## 地理
热内斯泰勒（44°43'7"N, 4°23'37"E）面积21.43 平方千米，位于法国奥弗涅-罗讷-阿尔卑斯大区阿尔代什省，该省份为法国东南部内陆省份，北起顺时针与卢瓦尔省、伊泽尔省、德龙省、沃克吕兹省、加尔省、洛泽尔省和上盧瓦爾省接壤。
与热内斯泰勒接壤的市镇（或旧市镇、城区）包括：马尔科勒莱索、梅济亚克、圣昂代奥德瓦尔、圣约瑟夫德邦、圣于连迪加、昂特赖格-阿斯佩尔若克谷地村。

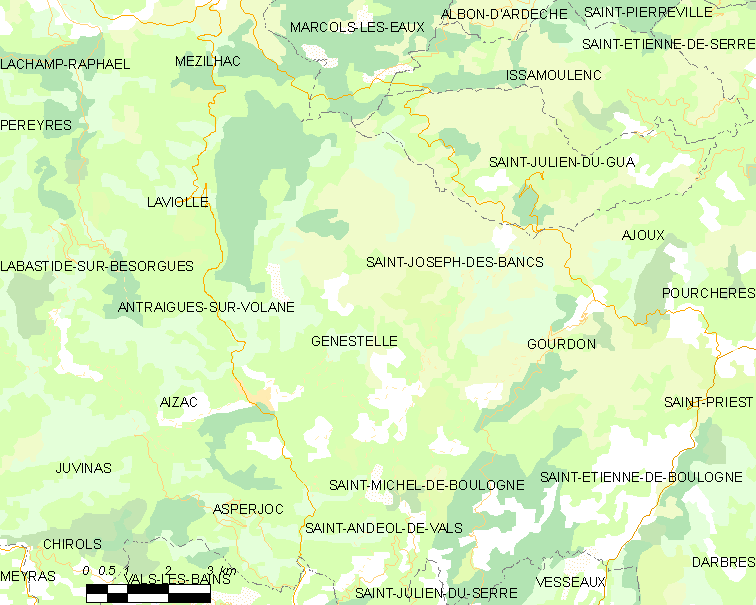
热内斯泰勒的OSM定位图

热内斯泰勒的时区为UTC+01:00、UTC+02:00（夏令时）。

## 行政
热内斯泰勒的邮政编码为07530，INSEE市镇编码为07093。

## 政治
热内斯泰勒所属的省级选区为欧布纳第一县。

## 人口

1962-2008年间热内斯泰勒人口变化图示

热内斯泰勒于2022年1月1日时的人口数量为269人。